# Na Batida
"Na Batida"  é uma canção da artista musical brasileira Anitta, gravada para o seu primeiro álbum ao vivo Meu Lugar (2014) e seu segundo álbum de estúdio Ritmo Perfeito (2014). Foi composta por Anitta, Umberto Tavares e Jefferson Junior. A gravação da versão ao vivo decorreu em 15 de fevereiro de 2014, no HSBC Arena, enquanto que a edição em estúdio foi gravada na U.M. Music, também em 2014. A faixa apresenta um movimento acelerado e deriva de origens estilísticas da música dance-pop, contendo elementos do funk melody "Na Batida" foi lançada como segundo single de Ritmo Perfeito em 29 de julho de 2014 pela Warner Music Brasil.

## Vídeo musical
O clipe foi lançado no canal oficial da cantora no YouTube no dia 29 de julho de 2014. Anitta usou uma meia grossa para gravar o clipe no Palácio dos Cedros, localizado no bairro do Ipiranga, em São Paulo, no início de julho. O trabalho varou a noite e foi até as 3h do dia 2. A produção foi da Conspiração Filmes e o personal stylist de Sabrina Sato, Yan Acioli, foi o responsável pelos looks usados pela cantora, que foi penteada por Thiago Fortes e maquiada por Sandro Brizo. Para a gravação, ela usou quatro diferentes looks, de vestidos compridos a bodies decotados.
No enredo do clipe, Anitta faz a coreografia da canção em vários cenários diferentes: uma coletiva de imprensa, na rua, num estúdio de ballet, etc. Anitta também tem uma rival que fica com ciúmes do namorado e fura o pneu do carro dela. No fim do clipe, o namorado da rival leva Anitta embora de moto.
Para o lançamento do clipe, Anitta informou a seus fãs no dia 29 de junho que ele só seria publicado depois que atingissem nas redes sociais Facebook, Twitter e Google+ a marca de 500 mil postagens com a hashtag "#AnittaNaBatida". A marca foi atingida no mesmo dia.Atualmente o clipe já ultrapassa a marca de 100 milhões de visualizações no YouTube, sendo o quarto clipe da cantora a atingir tal marca.

## Divulgação
A cantora apresentou a música ao vivo no programa televisivo Encontro com Fátima Bernardes da Rede Globo no dia 11 de junho de 2014. Anitta apresentou a canção no programa televisivo Esquenta da Rede Globo no dia 13 de julho de 2014. No dia 26 de julho de 2014, Anitta apresentou a música no programa televisivo Altas Horas da Rede Globo. E no dia 17 de outubro de 2014, Anitta apresentou a música no Programa do Jô.

## Formatos e faixas
- Download digital[5]

1. "Na Batida" - 2:43

- Download digital[6]

1. "Na Batida" - 2:43
2. "Na Batida" (Videoclipe) - 3:29

- CD single[7][2]

1. "Na Batida" (Estúdio) - 2:44
2. "Na Batida" (Ao Vivo) - 2:48

## Prêmios e indicações
| Ano  | Prêmio           | Categoria    | Resultado | Ref.  |
| ---- | ---------------- | ------------ | --------- | ----- |
| 2014 | Prêmio F5        | Hit do Ano   | Indicado  | [ 8 ] |
| 2014 | Prêmio Multishow | Melhor Clipe | Indicado  |       |

## Desempenho nas tabelas musicais

### Paradas semanais
| Tabela musical (2014)                                  | Melhor posição |
| ------------------------------------------------------ | -------------- |
| Brasil (Billboard Brasil Hot 100 Airplay)              | 3              |
| Brasil (Billboard Brasil Regional São Paulo Hot Songs) | 4              |